# 머리 힐

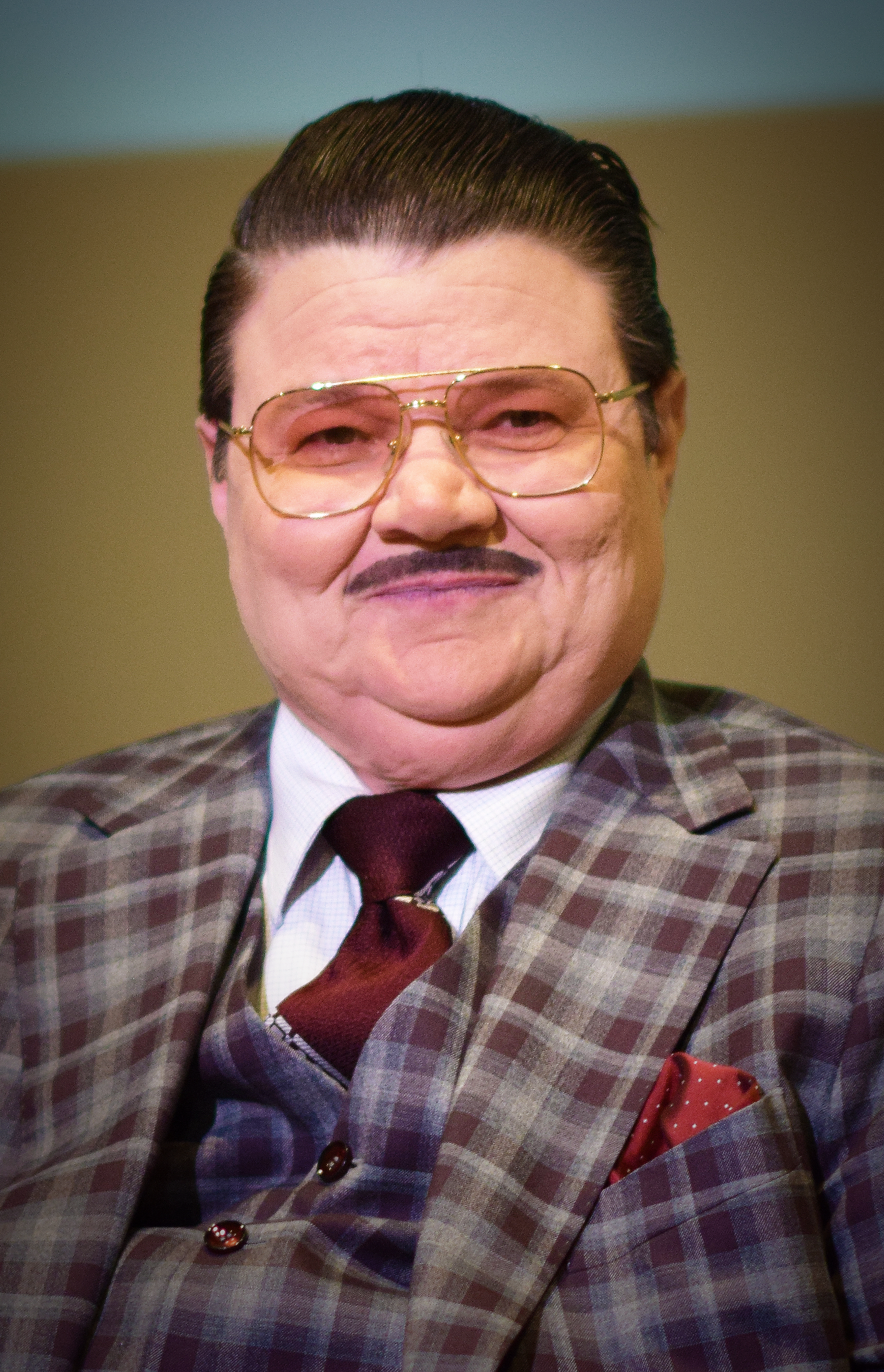
머리 힐

머리 힐(Murray Hill)은 뉴욕 시에서 활동하는 드래그 킹이다. 본명은 Buzzbee Gallagher이며, 1995년부터 공연을 시작했다.